# 印度鬥雞

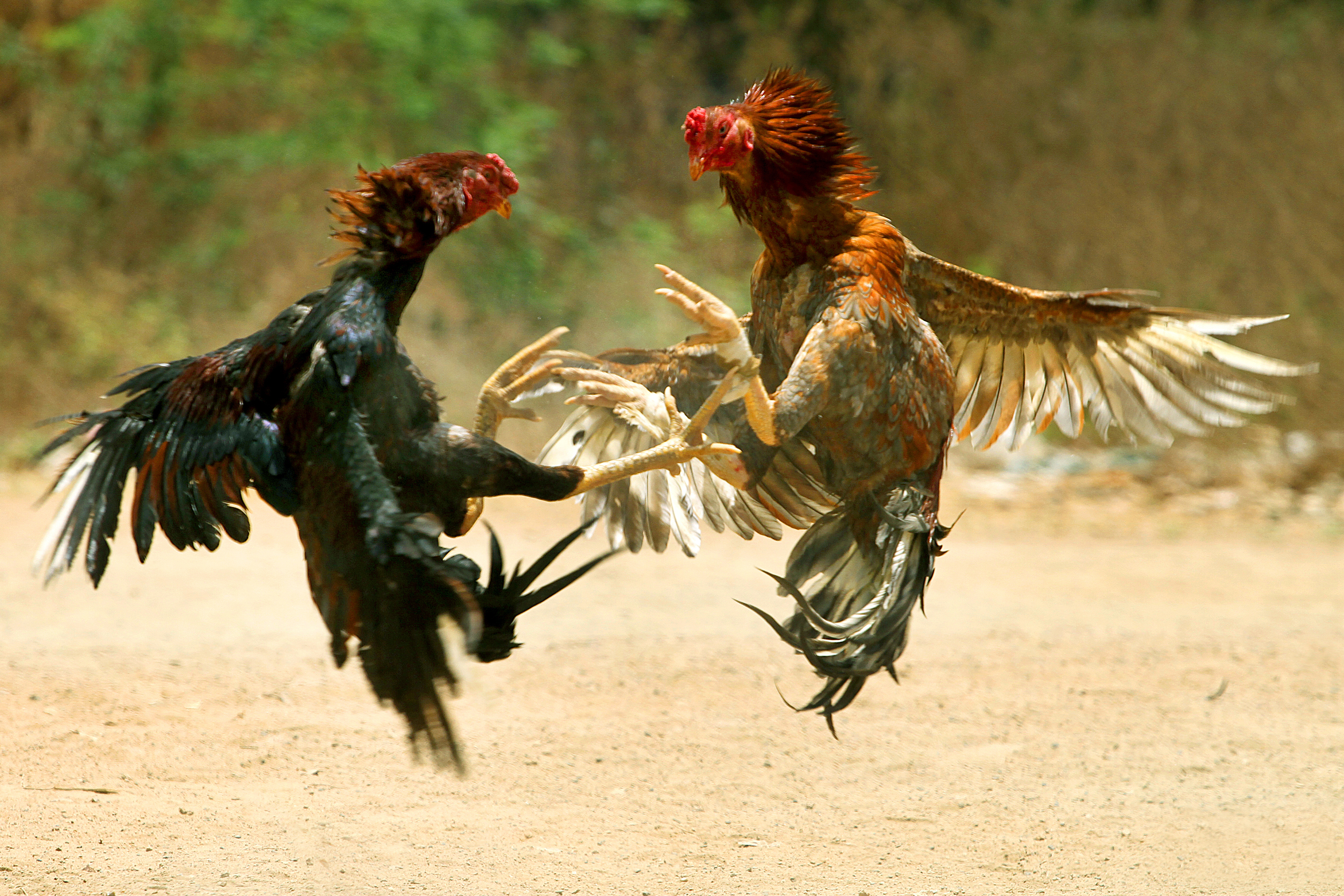
印度坦米爾納杜邦的鬥雞

印度的鬥雞習俗主要發生在每年的1月，恰逢瑪克桑格拉提節。儘管該習俗在印度為非法行為，但在安德拉邦的沿海地區仍普遍盛行，包括克利須那縣、貢土爾縣、東哥達瓦里縣和西哥達瓦里縣。

## 概述

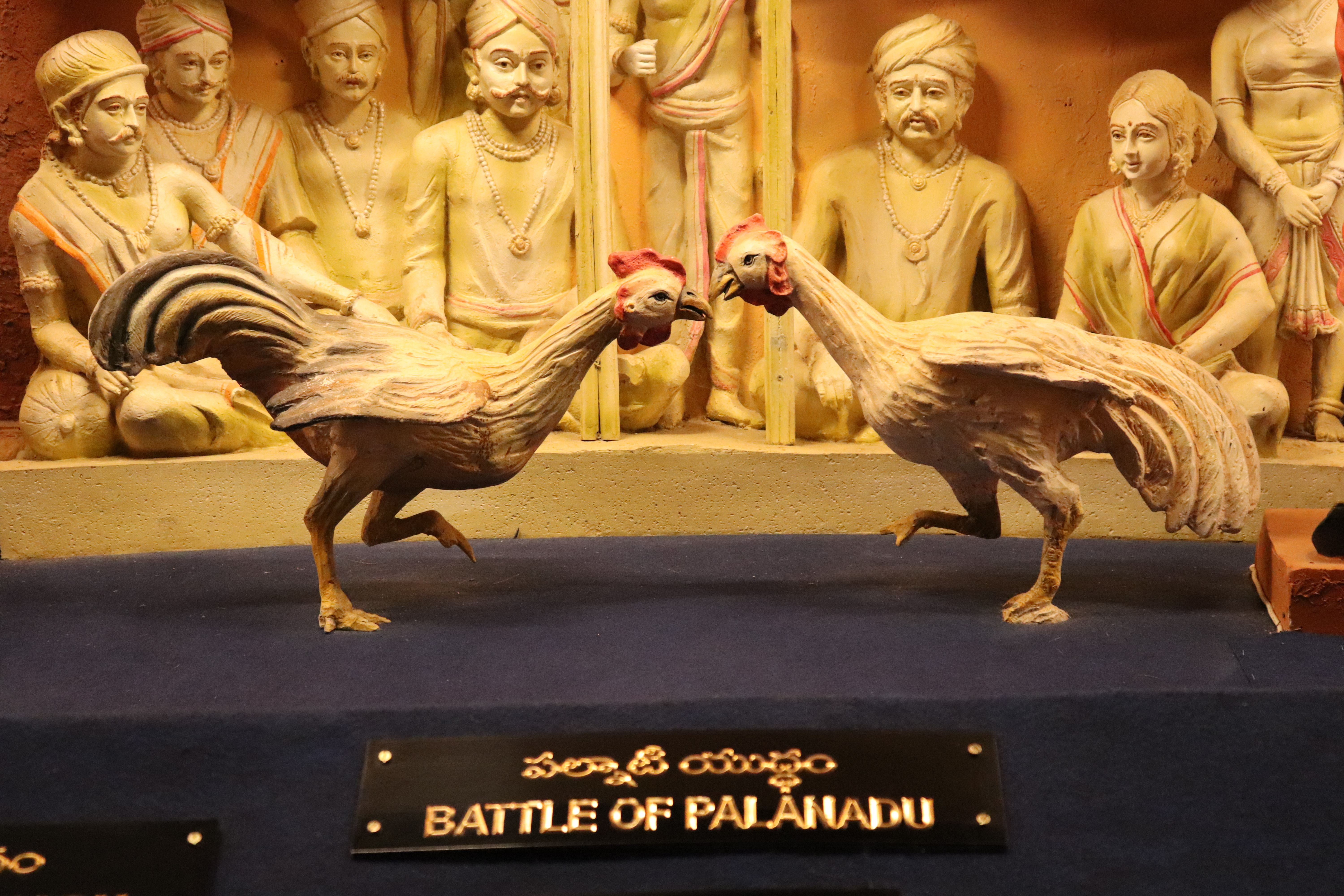
刻繪帕爾納杜戰役中的公雞雕塑

據說自古印度就有安排原雞和公雞互相打鬥的娛樂活動。根據紀載，帕爾納杜戰役（1178－1182年）的結果即是由公雞爭鬥決定，此後鬥雞文化得以在安德拉邦立足。鬥雞活動現今在安德拉邦和印度的其他地區均有舉行，包括卡納塔克邦、坦米爾納杜邦、喀拉拉邦和奧里薩邦等。
當地有專門為鬥雞而飼養的公雞，其腳上綁有刀和刀片，且在通常在打鬥的過程中會造成其中一隻公雞死亡。公雞長期接受鬥雞訓練，身價可達50,000印度盧比。在瑪克桑格拉提風箏節期間，會組織一場為期三天的活動，每次吸引數千人參與。美國《華盛頓郵報》在2019年的一份調查中稱該活動為「鬥雞界的超级碗」（Super Bowl of cockfighting）。

## 歷史
鬥雞是一種古老的觀賞性運動。有證據顯示，鬥雞作為消遣活動存在於印度河流域文明中，2008年版《大英百科全書》寫明：
這項運動在古代盛行於印度、中國、波斯和其他東方國家，並於特米斯托克力時期（約西元前524－460年）傳入古希臘，後遍布小亞細亞及西西里。羅馬人有很長一段時間對這種「希臘式消遣」（Greek diversion）嗤之以鼻，但最終仍熱情地接納這種運動，以致農業作家科魯邁拉（西元1世紀）抱怨道，其讀者曾將他們所有的家產拿來下注街邊的賭博。
印度學者伊拉瓦瑟姆·馬哈德萬根據其對摩亨佐-達羅圖章的分析，推測該城市的古名可能為「Kukkutarma」（直譯「公雞[kukkuta]的城市[-rma]」）。然而，一項研究顯示無法確認這些雞隻是否影響現代家禽的演化，而來自印度河流域的哈拉帕文明（西元前2500－2100年）的雞則可能是該鳥類遍佈世界各地的主要來源。印度河流域文明中，多個跡象表明當時的雞僅用於格鬥，而非作為食物食用，且雞直至西元前1000年時已具有「宗教意義」。

## Kukkuta Sastra
《Kukkuta Satra》（直譯公雞占星術）是一部論述鬥雞的聖典，該書未記載作者或成書時間等訊息 ，其認可了50種適合鬥雞的公雞，亦規範了公雞的飼料，包括但不限於扁桃、腰果、開心果和肉。在印度飼養的鬥雞也須嚴格遵守《Kukkuta Satra》。

## 禁止
自1960年頒布《防止虐待動物法》以來，鬥雞在印度境內已被視為非法行為，且隨後在2015年印度最高法院和2016年海得拉巴土高等法院（今泰倫加納高等法院）的判決維持這一禁令。2018年1月，最高法院允許以不使用刀或刀片的傳統方式舉行該項活動，同時禁止賭博或下注。
儘管受到法令限制，鬥雞活動依然盛行於安德拉邦，2019年的三天活動中的賭注金額估計達900克若印度盧比，該邦有超過20萬隻公雞被用於鬥雞。

## 事件
- 2010年12月，西孟加拉邦梅迪尼普爾的一名男子被其飼養的公雞使用綁在腳上的刀刺穿脖子後，因失血過多而身亡。[20]
- 2020年1月，安德拉邦普拉加達瓦拉姆（英语：Pragadavaram）的一名觀眾被鬥雞用其腳上的綁刀刺入腹部而身亡，亦有10多名觀眾受傷。[6][21]
- 2021年2月，泰倫加納邦洛特納村（Lothunur）的一名飼主在抓捕企圖自比賽中逃跑的公雞時，被其腳上的綁刀刺中鼠蹊部造成失血過多而身亡。[22][23]

## 大眾文化
2011年由導演維崔瑪倫執導的坦米爾語電影《鬥雞江湖》，其劇情圍繞著鬥雞文化展開。

## 外部連結
维基共享资源上的相關多媒體資源：印度鬥雞